# Banaguás
Banaguás es una localidad española perteneciente al municipio de Jaca, en la Jacetania, provincia de Huesca, Aragón. Desde el punto de vista eclesiástico, depende de la diócesis de Jaca.
El municipio de Jaca, con 406 kilómetro cuadrado de superficie, está dividido en seis unidades. Banaguás pertenece a la unidad de La Solana, de la que también forman parte las poblaciones vecinas de Ascara, Asieso, Novés, Araguás del Solano, Caniás, Abay y Guasillo. 

## Geografía
Banaguás se encuentra 5 km al oeste del centro histórico de Jaca, en la comarca de La Solana, a la orilla derecha del río Aragón.
Enclavada en un solano, a 813 metros de altitud, tiene una amplia vista, que abarca desde el Pirineo hasta Peña Oroel. El filólogo oscense José Manuel Blecua la evoca así:

Un lugar que quiero ahora recordar porque en él el cielo, en contra del verso de Argensola, “es cielo y es azul”, donde se mantiene, además, la paz de los atardeceres silenciosos, con puestas de sol magníficas, mientras las miradas van de Oroel al Pirineo.

### La Solana
Se encuentra al oeste de Jaca, en un piedemonte orientado hacia el sur, de donde procede su denominación "Solana", que configura una amplia llanura idónea para el cultivo de cereal que únicamente se rompe por la existencia de "coronas" (altozanos). Está regada por los ríos Estarrún y Lubierre que la recorren de norte a sur hasta desembocar en el Aragón que fluye de este a oeste, en dirección a Berdún. 
Configura un espacio natural adecuadamente conservado, por este motivo está declarado como Lugar de Importancia Comunitaria (LIC), Espacio protegido incluido en la Red Natura 2000 y Zona de Especial Protección para las Aves (ZEPA), en la que anidan el aguilucho lagunero y el cenizo, el milano negro y el real, el carbonero, el cernícalo, el martín pescador, el alcaudón real y la calandria.

### Comunicaciones
Banaguás se encuentra casi a pie de la carretera A-2605, que parte de Jaca hacia el oeste para luego ascender por el valle del río Estarrún hacia Aísa.

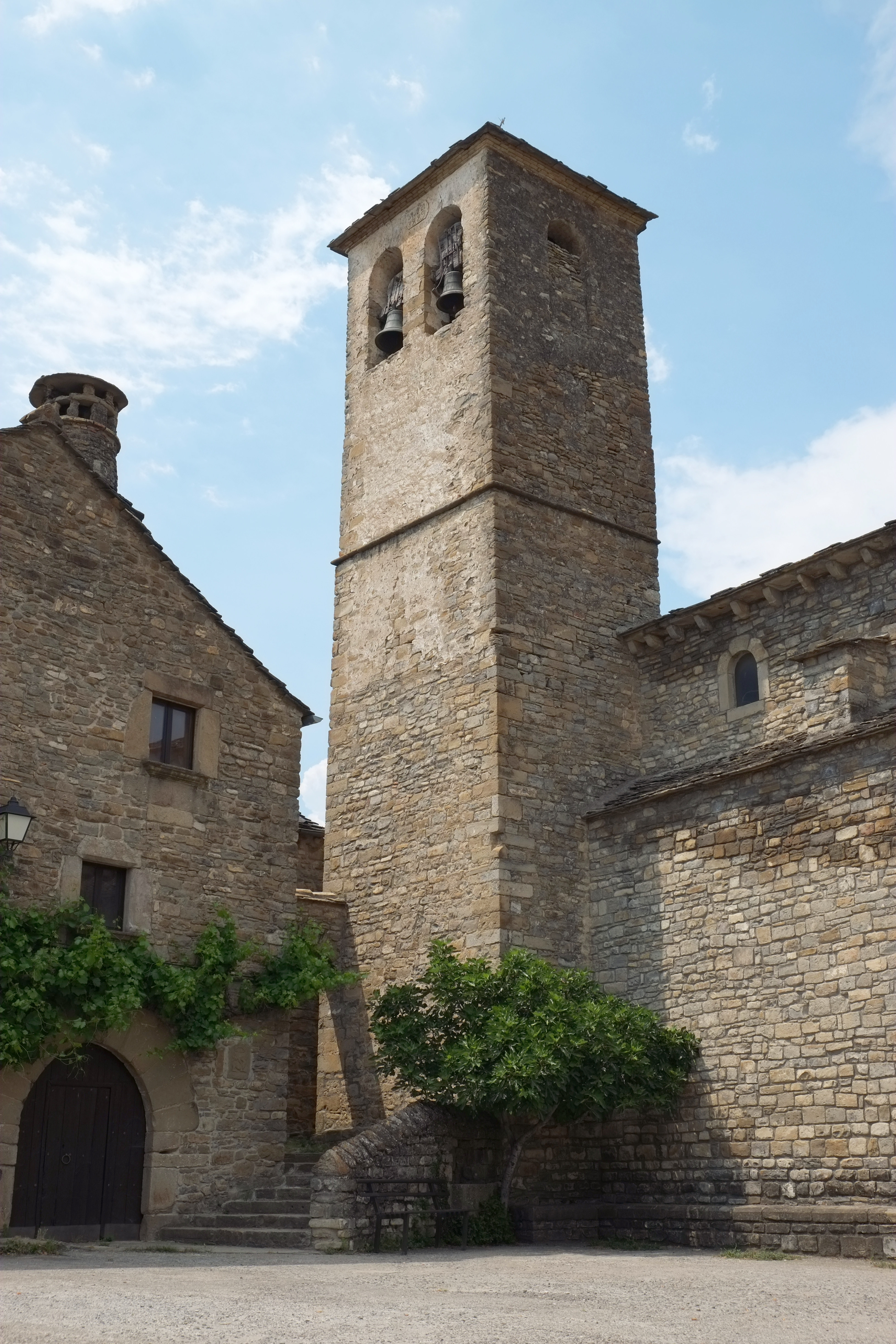
Plaza con la iglesia y casa abacial

## Etimología
Según Manuel Benito Moliner, del Instituto de Estudios Altoaragoneses, el topónimo Banguás deriva de un antrópónimo.

## Historia
Antonio García Omedes asegura que Banaguás se remonte al menos al año 1039. Según José Manuel Blecua ya aparece, como Banaguasse, en un documento de 1084.
La iglesia parroquial perteneció al monasterio de san Juan de Peña hasta 1836 cuando se produce la desamortización de Mendizábal. La misma situación se dio en las poblaciones vecinas de Abay, Asiesgo, Caniás y Guasillo. Como testimonio de su dependencia del monasterio de San Juan de la Peña, en la fachada de la casa abacial, a la derecha de la puerta, se muestra como señal de propiedad el emblema del monasterio, un Agnus Dei coronado. Se ha perdido la parte inferior, donde habitualmente iba la inscripción abreviada: "De san Juan de la Peña". Así se encuentra, por ejemplo, en la iglesia de Badaguás o en la de Alastuey.
Banaguás ha estado históricamente muy vinculado a la familia aragonesa de los Abarca. Hasta el punto de que el libro de bautismos más antiguo de Banaguás, que se inicia en 1584, principia con el bautismo de un Abarca.
En 1944, Banaguás incorporó a los pueblos de Abay, Araguás del Solano y Caniás. En 1963 se unió al término de Jaca.

## Geografía humana

### Demografía
| Gráfica de evolución demográfica de Banaguás entre 1842 y 1960 |
| |
| Población de derecho según los censos de población del INE Población de hecho según los censos de población del INEEntre el censo de 1857 y el anterior, crece el término del municipio porque incorpora a 225022 (Asieso) y 225123 (Guasillo) Entre el censo de 1877 y el anterior, este municipio desaparece porque se integra en el municipio 22500 (Abay). Entre el censo de 1970 y el anterior, este municipio desaparece porque se integra en el municipio 22130 (Jaca) Entre el censo de 1950 y el anterior, aparece este municipio porque se fusionan los municipios 22500 (Abay), 22516 (Araguás del Solano) y 22551 (Canias) |

## Patrimonio arquitectónico
- Casa de la Abadía (casa parroquial). La reconstrucción llevada a cabo en torno a 1980 alteró profundamente su estado original: se colocaron ventanales de los siglos XVI y XVIII procedentes de otras edificaciones de la localidad, así como otros de nueva factura. A la derecha de la puerta  se insertó el escudo del monasterio de san Juan de la Peña, al que perteneció la parroquia.[9][10] Estaba unida por un pasadizo elevado a la iglesia parroquial, del que queda un arco rebajado.[11]

- Iglesia de San Juan Bautista. Es de estilo románico lombardo como se desprende de la existencia en el exterior del ábside de elementos característicos de este estilo, como son el friso de baquetones, la serie de once arquillos ciegos y las dos pilastras (lesenas) adosadas al muro. Se estima que se construyó a finales del siglo XI o principios del XII.[12] A este mismo estilo y época pertenecen las iglesias cercanas de Asieso, Larrosa y Lerés. Se apunta la semejanza con las iglesias mozárabes de Serrablo.[13] El interior fue reconstruido en el siglo XVIII,[10][4][2] dentro del estilo barroco, cuando se levantó la nave central, que consta de dos tramos cubiertos por bóvedas de medio cañón con lunetos, y las capillas, de poca profundidad, situadas a ambos lados, con bóvedas de medio cañón. La torre está adosada al muro sur, a los pies de la nave.[14]

- Plaza del pueblo, en la que se encuentra la casa de la Abadía, que presenta un conjunto de típicas viviendas del Pirineo aragonés.[15]

## Lengua aragonesa
Banaguás es un lugar de uso tradicional del idioma aragonés, en la modalidad del jaqués que ha recibido la influencia castellanizadora propagada desde Jaca. Hay que recordar que Jaca, con motivo de la guarnición militar existente permanentemente en su fortaleza debido a la cercanía de la frontera francesa, fue históricamente fuente de difusión del castellano en la Jacetania[cita requerida].

## Fiestas y romerías
- 16 de agosto.[17]
- Romería de san Indalecio (primera quincena de junio), se congrega en la campa del monasterio alto de San Juan de la Peña y reunía a 238 pueblos de la comarca, entre ellos a los de la Solana, como es el caso de Caniás, de Abay, Araguás del Solano, Banaguás, Guasillo y Novés. Según la tradición, san Indalecio nació en Caspe y fue uno de los siete varones apostólicos. Fue el primer obispo de Almería, que entonces tenía su sede en Pechina. Sufrió martirio y sus restos fueron trasladados al monasterio  de San Juan de la Peña en 1084. Desde entonces aquí han sido venerados y recibido rogativas para propiciar la lluvia en los campos.

## Galería de imágenes

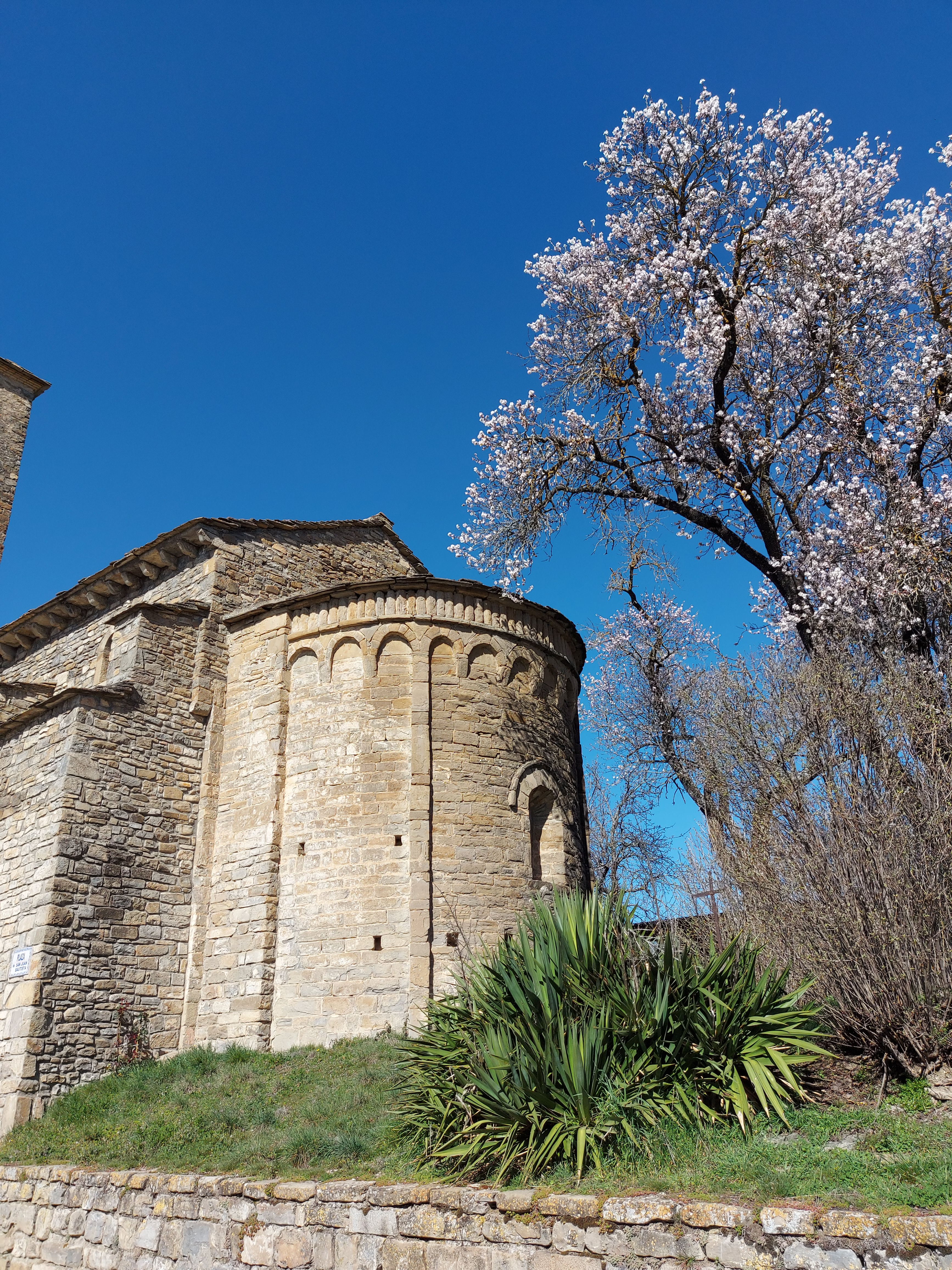
Ábside de estilo románico lombardo
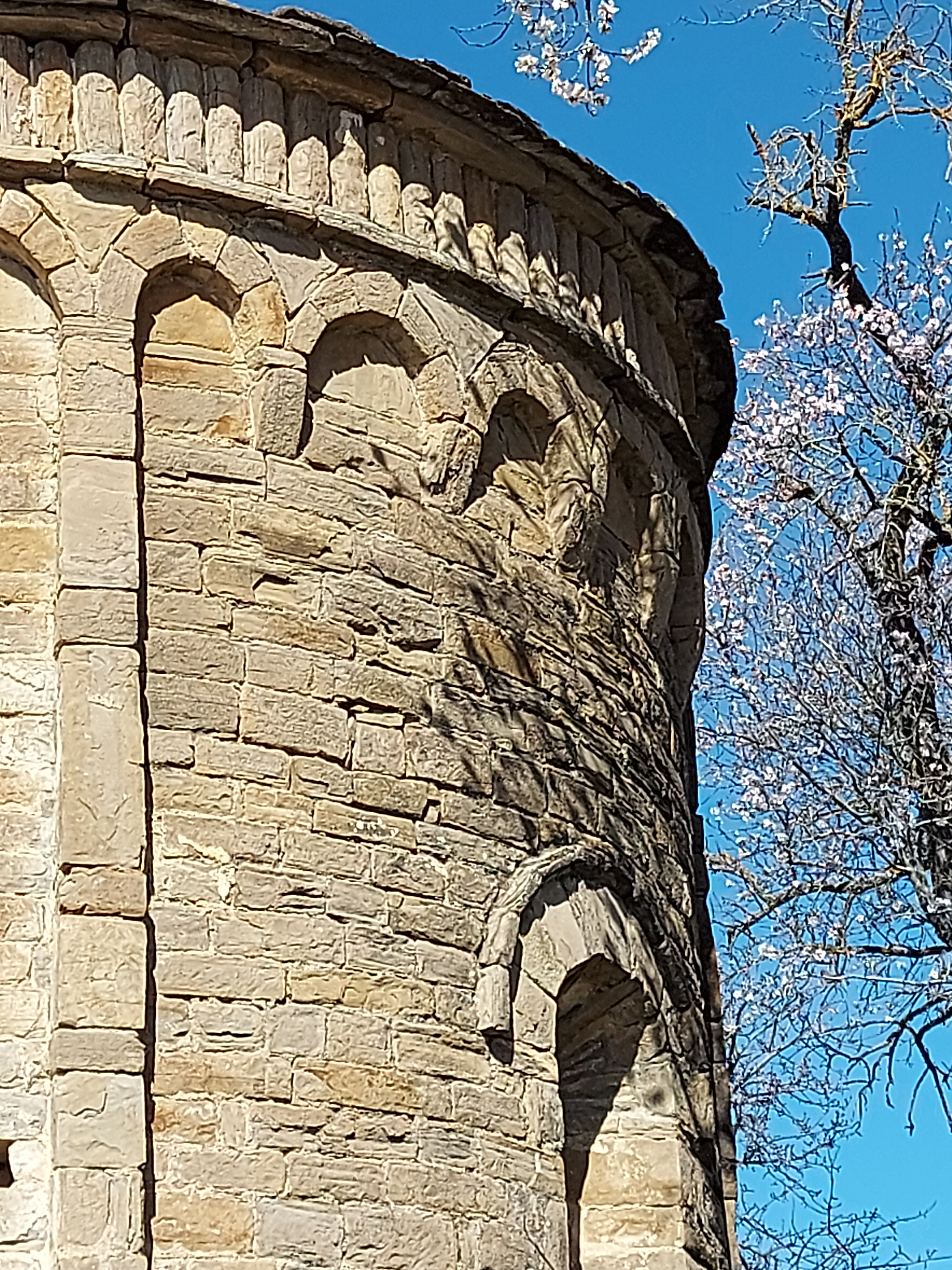
Baquetones, arcos ciegos y lesena (pilastra) característicos del románico lombardo
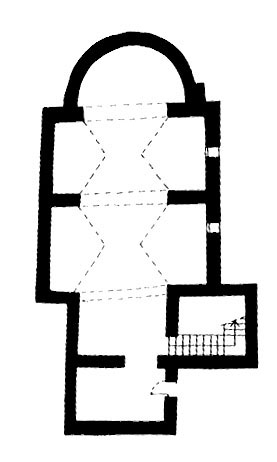
Planta de la iglesia (SIPCA)
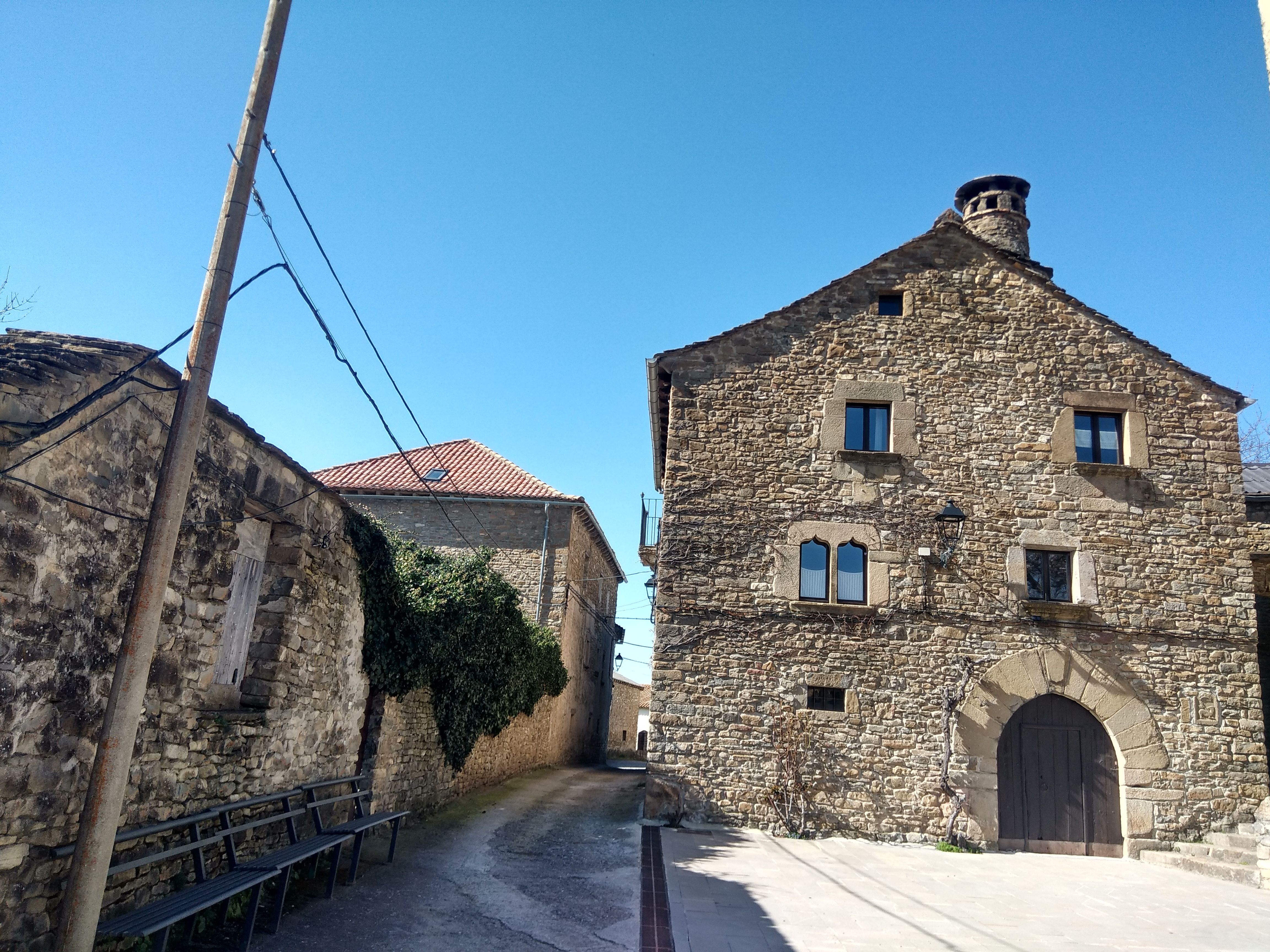
Casa de la Abadía
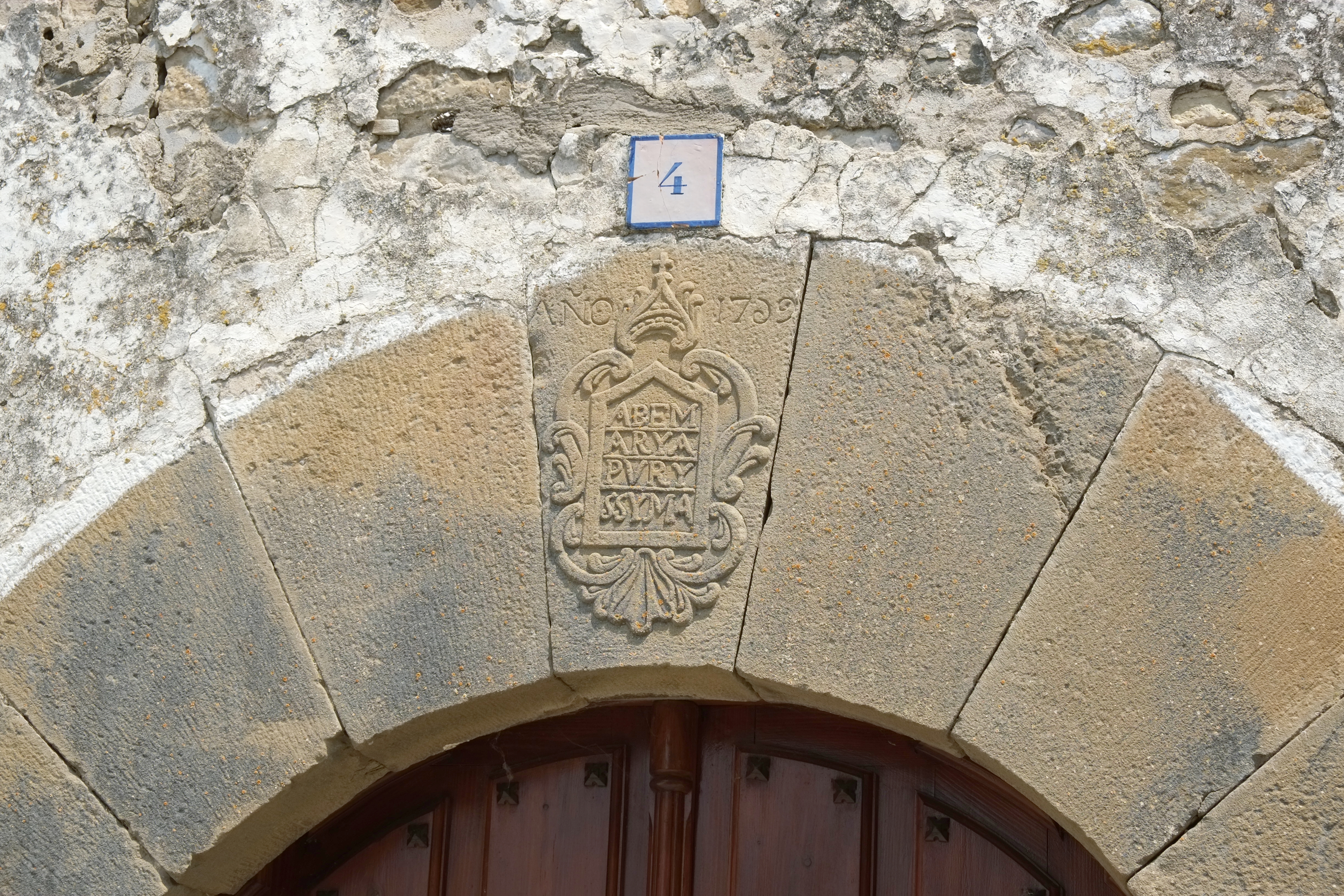
Clave de arco de vivienda con la fecha de 1759 y la leyenda: ABEM/ARYA/PVRY/SSYMA
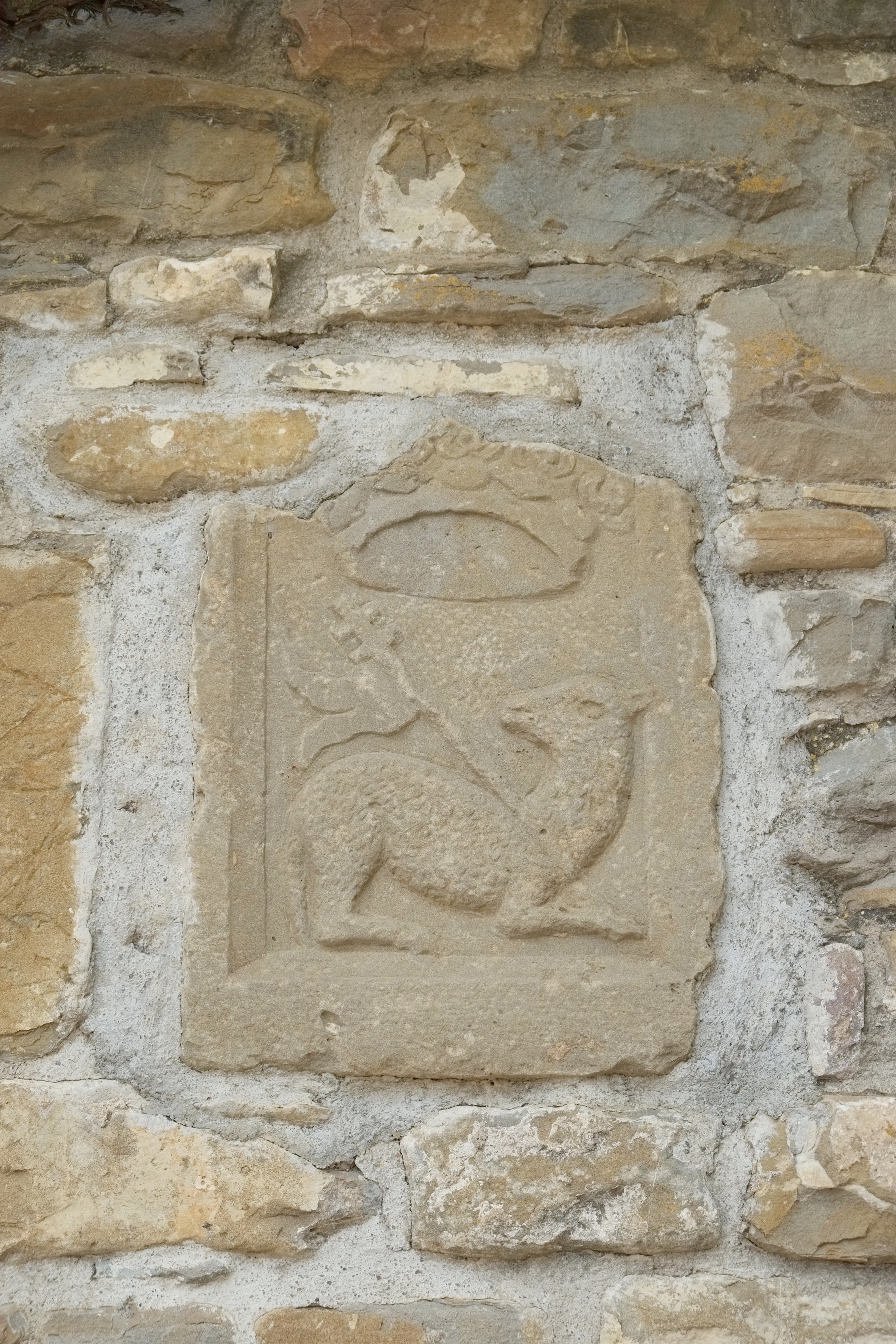
Emblema del monasterio de san Juan de la Peña en la casa de la Abadía